# Andrea Parenti
Andrea Parenti, född 26 april 1965, är en italiensk idrottare som tog OS-brons i lagtävlingen i bågskytte vid olympiska sommarspelen 1996.